# サルの歌
『サルの歌』（サルのうた）は、橘いずみの5枚目のシングル。1993年11月21日発売。発売元はSony Records。規格品番はSRDL-3779。

## 概要
- 前作『バニラ』から2か月後に発売された。
- 前作に続き橘も須藤晃と共に音楽プロデューサーとして参加。楽器演奏に関しても須藤と2人で全て行う。
- タイトルの由来を聞かれた際に、ラジオのDJが「サルの歌」と曲紹介するのが面白いと思ったからと答えている。
- 「サルの歌」収録アルバム『太陽が見てるから』に「空になりたい」という曲があり、コンサートのアンケートで好きな歌の問に「空の歌」「サルになりたい」とタイトルが混ざって書かれることがあるとインタビューで答えている。
- C/W曲「きまり」は当時アルバムには収録されなかったが、2019年発売CD-BOX『Izumi works from 1992-1997 〜Sony Music Years Complete Box〜』にリマスターされ収録。
- 「きまり」はSMAPの中居正広が好きな曲として、自身のラジオ番組『中居正広のオールナイトニッポン』（ニッポン放送）最終回で紹介している。またSMAPのコンサートにおいて各メンバーのソロで中居が歌ったことがある。

## 収録曲
作詞・作曲：橘いずみ 編曲：橘いずみ・須藤晃
1. サルの歌（4分21秒）
2. きまり（5分20秒）

## 収録アルバム
- サルの歌
  - オリジナル『太陽が見てるから』（1994年）
  - ベスト『GOLDEN☆BEST 橘いずみ』（2002年）
  - ベスト『GOLDEN☆BEST 橘いずみ+榊いずみ 20th Anniversary』（2012年）
  - CD-BOX『Izumi works from 1992-1997 〜Sony Music Years Complete Box〜』（2019年）
- きまり
  - CD-BOX『Izumi works from 1992-1997 〜Sony Music Years Complete Box〜』（2019年）